# Baayork Lee
Baayork Lee (New York, 5 dicembre 1946) è un'attrice, ballerina, coreografa, regista e cantante statunitense.

## Biografia
Nata a Chinatown da madre indiana e padre cinese, Baayork Lee ha debuttato a Broadway nel 1951, nella produzione originale de Il re ed io con Yul Brynner in cui interpretava la principessa Ying Yaowalak. In seguito ha danzato nella produzione de Lo schiaccianoci coreografata da George Balanchine e con  Maria Tallchief nel ruolo della protagonista. In seguito è tornata a recitare a Broadway con i musical Flower Drum Song (1958), Bravo Giovanni (1962), Mr. President (1962), Here's Love (1963), Golden Boy (1964; a Londra nel 1968), A Joyful Noise (1966), Henry, Sweet Henry (1967), Promises, Promises (1968) e Seesaw (1973).
Nel 1974 inizia a collaborare con il regista e coreografo Michael Bennett nella realizzazione di A Chorus Line. Interpreta Connie  nel workshop del 1974 e del 1975, nella produzione originale dell'Off Broadway e di Broadway del 1975 e poi nel tour statunitense del 1976. Dopo l'esperienza con A Chorus Line, Baayork Lee ha smesso di recitare e si è dedicata all'attività di coreografa e regista. Visita la sua grande conoscenza dello stile di Michael Bennett, Lee ha ricreato le coreografie originali di A Chorus Line nelle produzioni del musical in scena in Australia (1977), Hawaii (1979), tour mondiale (1985), Vienna (1987), tour inglese (1987), tour del quindicesimo anniversario (1990), tour statunitense (1990, 1996, 2001, 2008), Las Vegas (1992), Broadway (2006), Italia (1998, 2008) e Londra (2013).
Ha diretto e coreografato anche altri musical, tra cui Marilyn: An American Fable (Broadway, 1983), My One and Only (Broadway, 1983), Camelot (Arena Stage, 2003), Il re ed io (tour statunitense, 2004), Cenerentola (New York, 2004), Carousel (New York, 2012) e Miss Saigon (produzione regionale, 2013).
Mel 2017 ha ricevuto un Tony Award alla carriera.

## Filmografia

### Cinema
- Jesus Christ Superstar, regia di Norman Jewison (1973)

### Televisione
- McMillan e signora - serie TV, 1 episodio (1977)